# باشگاه ورزشی تقسیم

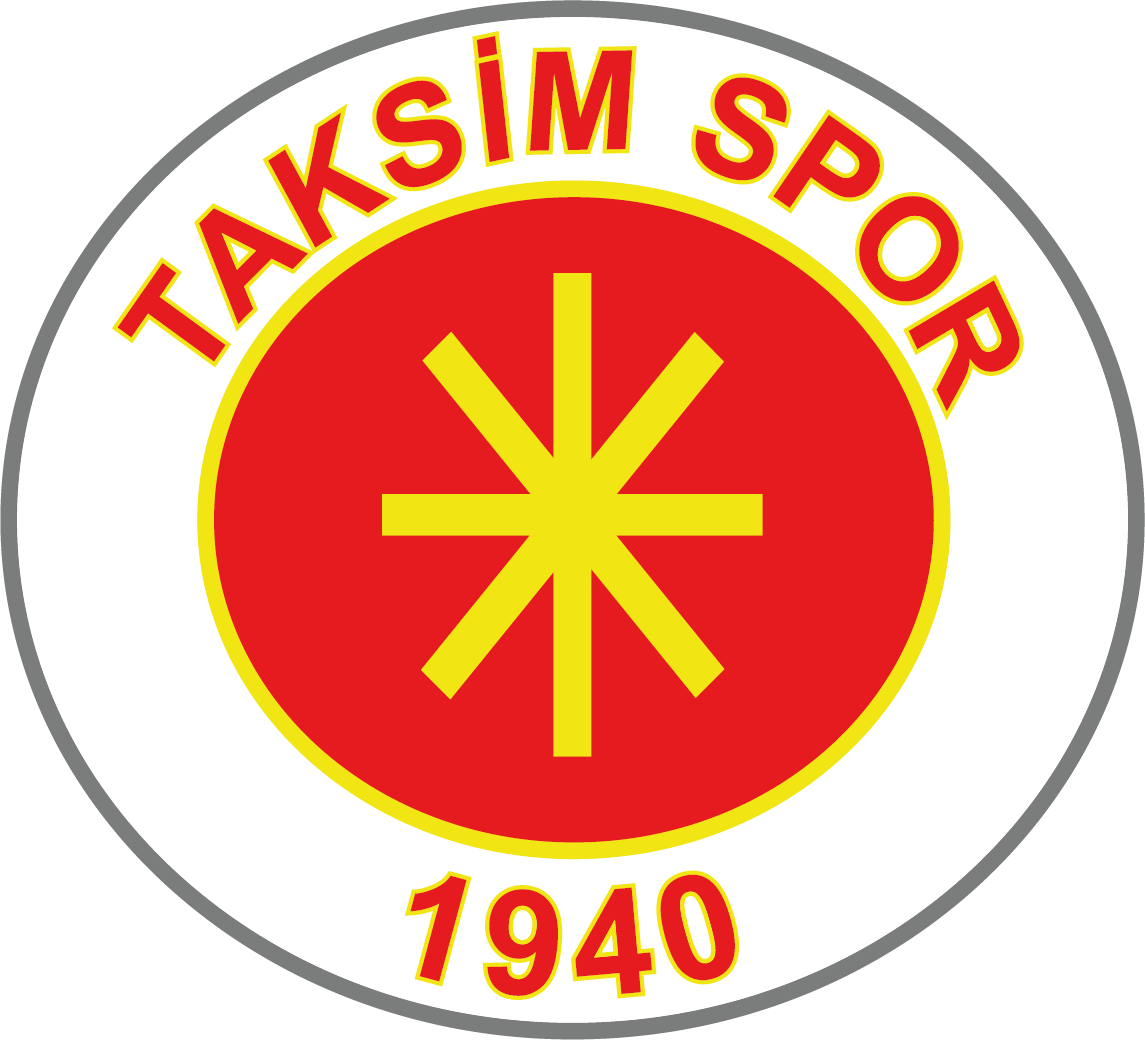
لگوی باشگاه ورزشی تقسیم در سال1940

باشگاه ورزشی تقسیم (ترکی استانبولی: Taksim Spor Kulübü.) یک باشگاه ورزشی در ترکیه می‌باشد که در ناحیه بی‌اوغلو استانبول واقع شده‌است. این باشگاه در ۱۹۴۰ بنیانگذاری شده‌است و بیشتر اعضای آن جامعه ارمنی ساکن استانبول می‌باشند. ورزشگاه خانگی این باشگاه استادیوم فریکوی می‌باشد که در ناحیه شیشلی، استانبول واقع شده‌است.

## حضورها
- لیگ آماتوری استانبول: ۱۹۴۰–۶۷
- لیگ دسته اول: ۱۹۶۷–۶۸
- لیگ دسته دوم: ۱۹۶۸–۷۴
- لیگ فوق آماتوری استانبول: ۲۰۱۶–...